# منطقه ۵۱ (قطر)
منطقه ۵۱ یک منطقهٔ مسکونی در قطر است که در الریان (شهرداری) واقع شده‌است. منطقه ۵۱ ۸۰٫۹ کیلومتر مربع مساحت و ۵۶٬۰۲۷ نفر جمعیت دارد.